# SSG Blista Marburg

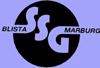
Logo der SSG

Die Sehgeschädigten-Sportgemeinschaft Blindenstudienanstalt Marburg, kurz SSG Blista Marburg, ist eine Sportgemeinschaft von blinden und sehbehinderten Sportlern.
Der Verein bietet die Sparten Judo, Goalball, Blindenfußball, Leichtathletik, Schwimmen und Torball an.
Die Fußballsparte der SSG gewann 2008 die deutsche Meisterschaft der Blindenfußball-Bundesliga, die in diesem Jahr erstmals ausgetragen wurde. Die Saison 2010 schloss die Mannschaft mit Rang 4 ab.
2011 schloss sich die Fußballsparte dem Marburger Fußballverein Sportfreunde Blau-Gelb Marburg an und wurde 2011 Vizemeister und 2012 sowie 2015 Meister der Blindenfußball-Bundesliga.